# 反貧困聯盟
反貧困聯盟是由前立法委員簡錫堦所發起、2011年3月10日於立法院召開記者會宣佈成立的社會運動團體，以「縮短貧富差距、健全社會安全網、保障人民尊嚴生存權利，並擁有希望的生活」為宗旨，成員包括以下的發起團體與個人盟員：
- 青年要好野、卡債受害者自救會、台灣當代漂泊協會、台灣促進和平文教基金會、國際特赦組織台灣總會、法律扶助基金會、台灣國際醫學聯盟。
- 學者盟員：東吳大學陳瑤華、陳俊宏；輔仁大學吳宗昇、吳志光；國立政治大學郭明政、王增勇、徐世榮、馮建三、林佳和；國立台灣大學顏厥安、陳昭如；中央研究院徐斯儉、林宗弘；國立清華大學李丁讚；國立交通大學潘美玲；國立中正大學管中祥；國立中央大學李廣均等教授。

## 外部連結
- 促扶弱濟貧 反貧困聯盟成立（页面存档备份，存于）
- 反貧困聯盟:要選票先扶貧（页面存档备份，存于）